# Mark Hickman
Mark Christopher Hickman (Darwin, 22 augustus 1973) is een voormalig hockeyer uit Australië. 
In 2002 verloor Hickman samen met zijn ploeggenoten de finale van het wereldkampioenschap van Duitsland.
Hickman won in 2004 olympische goud door in de finale van de Olympische Spelen in Athene te winnen van het Nederlandse hockeyploeg.

## Erelijst
- 1998 –  Champions Trophy in Lahore
- 2001 –  Champions Trophy in Rotterdam
- 2002 – 5e Champions Trophy in Keulen
- 2002 –  Wereldkampioenschap in Kuala Lumpur
- 2003 –  Champions Trophy in Amstelveen
- 2004 –  Olympische Spelen in Athene